# Хеврон (провинция)
Хевро́н (араб. محافظة الخليل‎) — одна из 16 провинций Государства Палестина. Расположена в южной части Западного берега реки Иордан, столицей является город Хеврон. 
Территория провинции 997 км². Согласно переписи 2017 года, население провинции составляет 711 223 человек. Это делает провинцию Хеврон по числу жителей и территории наибольшей из 16 провинций ПНА.